# Karl Joseph von Mirbach

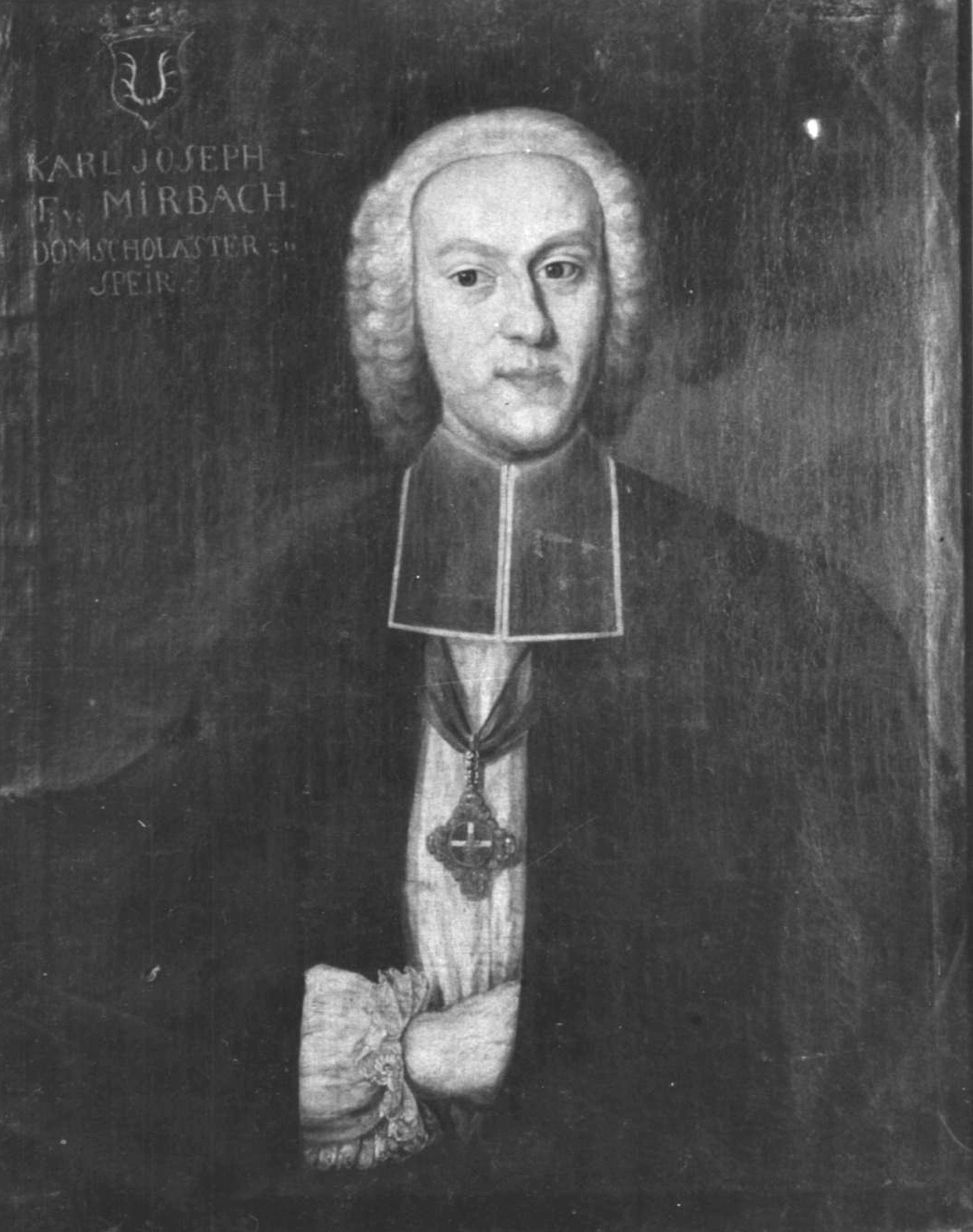
Karl Joseph von Mirbach, als Speyerer Domherr

Karl Adolph Adrian Joseph von Mirbach (* 11. März 1718; † 26. September 1798 in Bruchsal) war ein Freiherr, katholischer Priester sowie Domherr im Domkapitel Speyer.

## Herkunft
Er entstammte dem alten Adelsgeschlecht von Mirbach und war der Sohn des Freiherrn Carl Adolph Joseph von Mirbach (1691–1729), pfalz-neuburgischer Geheimrat und Amtmann zu Randerath (Herzogtum Jülich) sowie dessen Gattin Gabriela Godefrida Felicitas Freiin von Schaesberg (1696–1785).

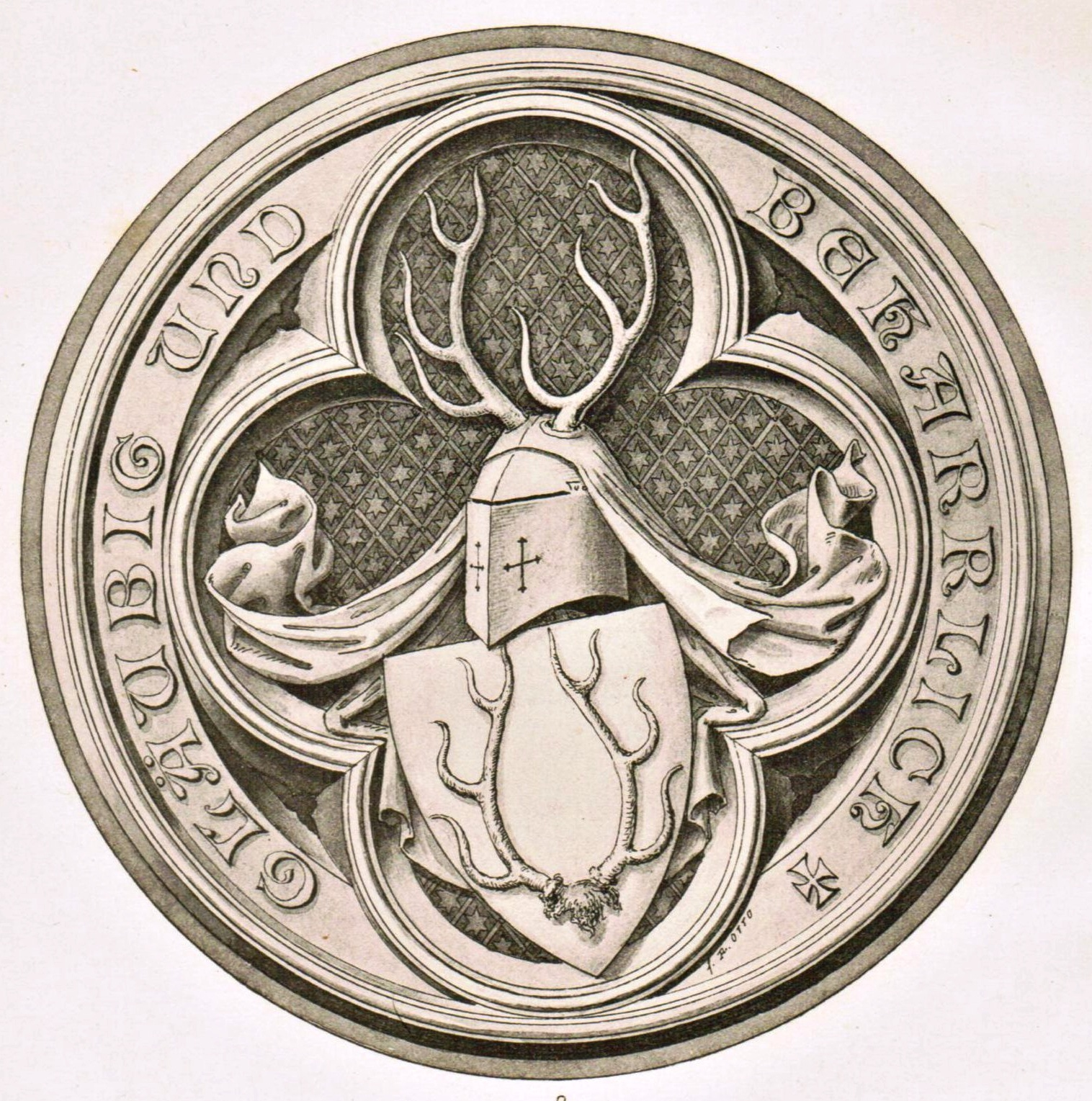
Wappen der Freiherrn von Mirbach

## Leben und Wirken
Karl Joseph von Mirbach wählte den geistlichen Stand. 1727 legte er die Adelsprobe zur Aufnahme in das Speyerer Domkapitel ab, am 15. Dezember 1761 bestimmte man ihn zum dortigen Domscholaster. Zudem bekleidete Mirbach seit 7. März 1758 die Würde eines Propstes des Speyerer Allerheiligenstiftes und war Kantor am Ritterstift Odenheim zu Bruchsal. An der St. Martinskirche in Morken, das inzwischen dem Braunkohletagebau zum Opfer fiel, hatte er das Amt eines Personatarius inne (nicht residenzpflichtiger Pfarrherr). Dieser Kirche stiftete er u. a. 1785 einen wertvollen Bucheinband mit Silberbeschlag.
Beim Tod von Bischof Franz Christoph von Hutten erwählte ihn das Speyerer Domkapitel am 20. April 1770 zu einem der beiden Statthalter des Hochstiftes. Die damaligen Sedisvakanz-Münzen der Diözese tragen u. a. auch sein Wappen.
Am 3. Dezember 1771 vollzog Mirbach in Vertretung des neuen Bischofs August von Limburg-Stirum die Besitzergreifung der mit dem Bistum vereinigten Abtei Weißenburg, am 6. September 1776 ernannte Limburg-Stirum den Domscholaster zu seinem Statthalter im Falle der Erkrankung oder unvorhergesehenen Abwesenheit. Am 17. Februar 1777 avancierte er zum Vorsitzenden eines Ratsgremiums, welches in den genannten Fällen die weltliche Regierung des Hochstifts leiten sollte.

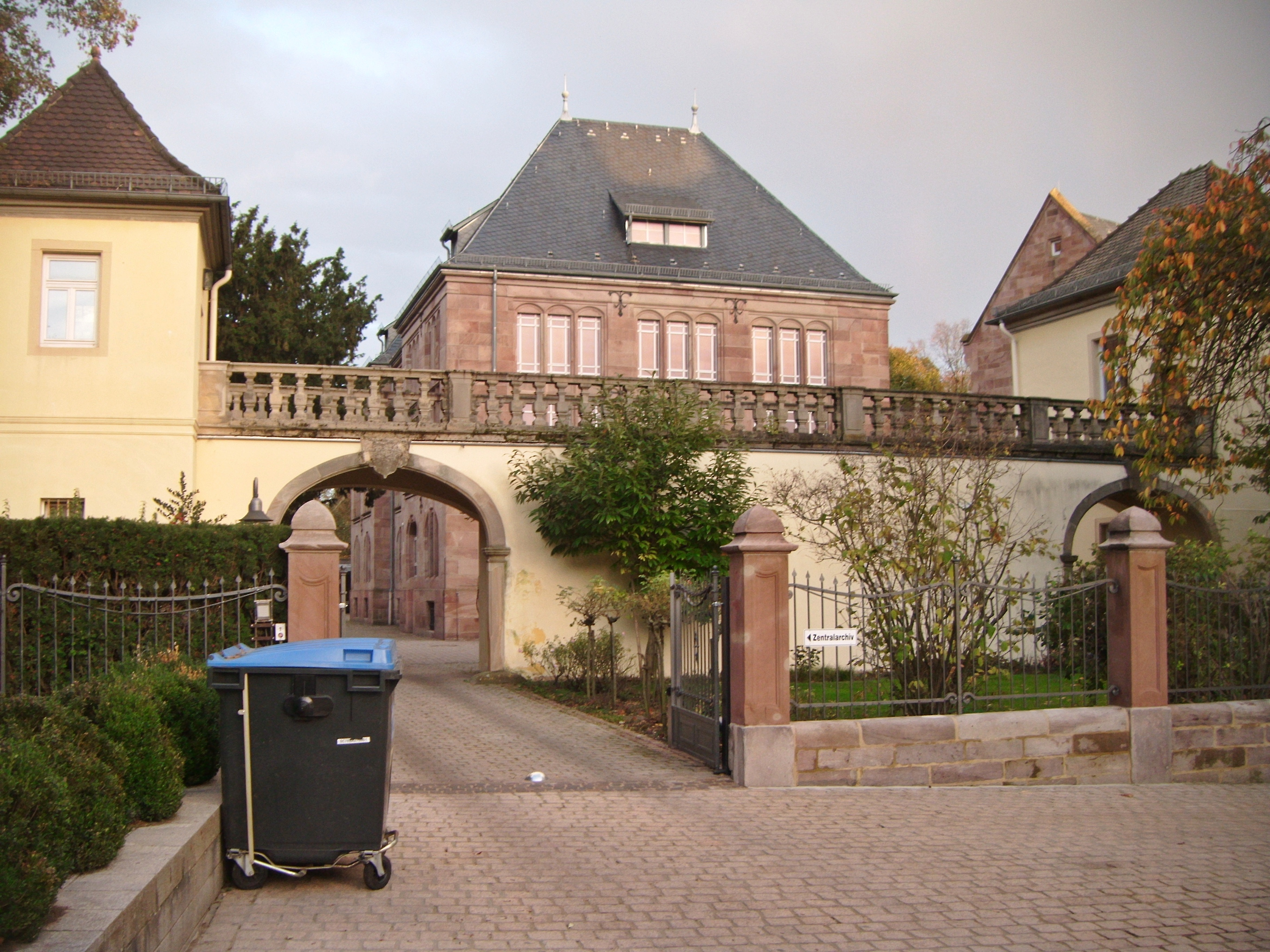
Das Torhaus des Mirbach-Palais in Speyer, sogenannte Auwach-Balustrade

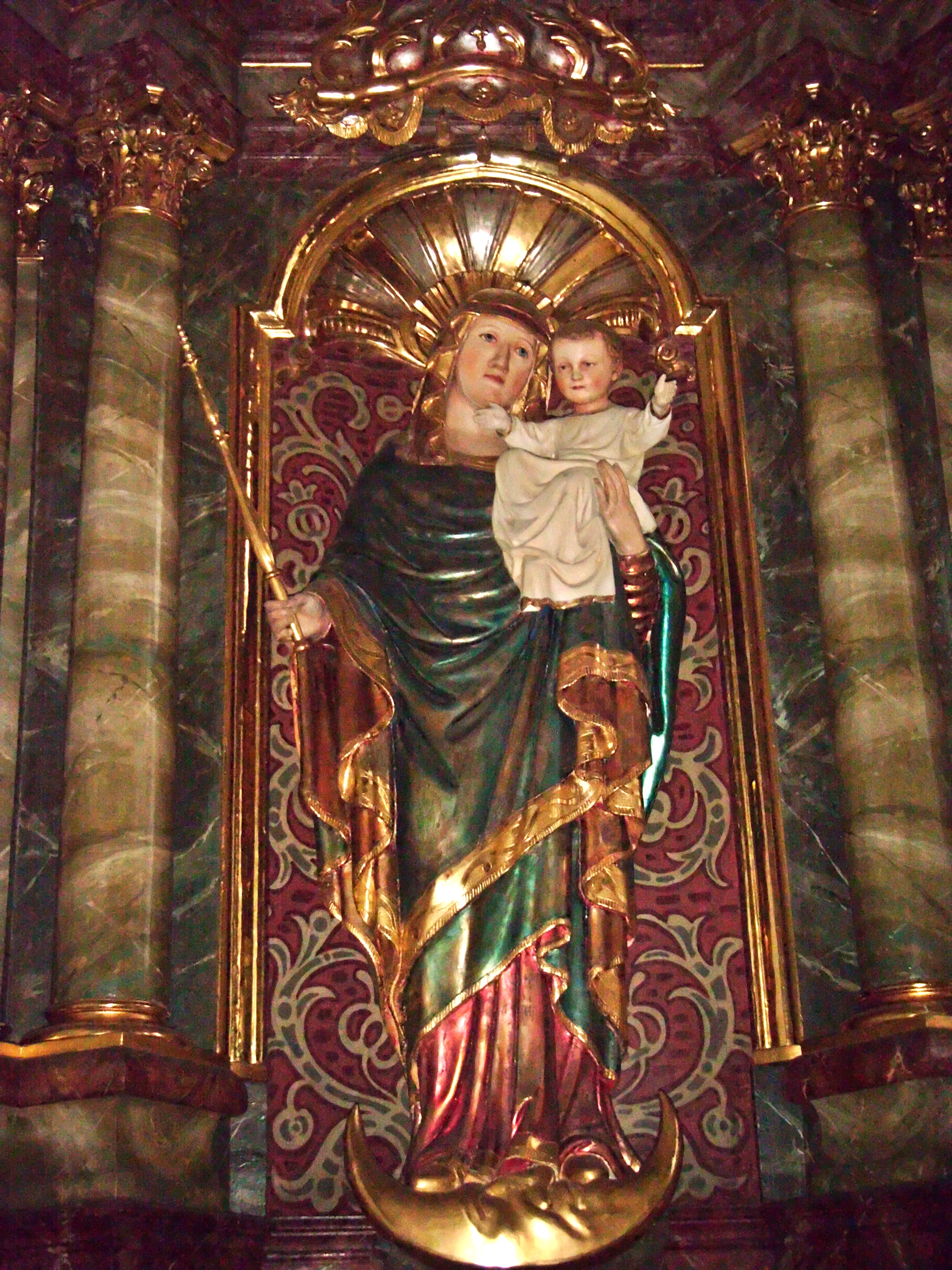
Die von Domscholaster Mirbach gestiftete Kopie des Speyerer Gnadenbildes, Klosterkirche St. Magdalena, Speyer

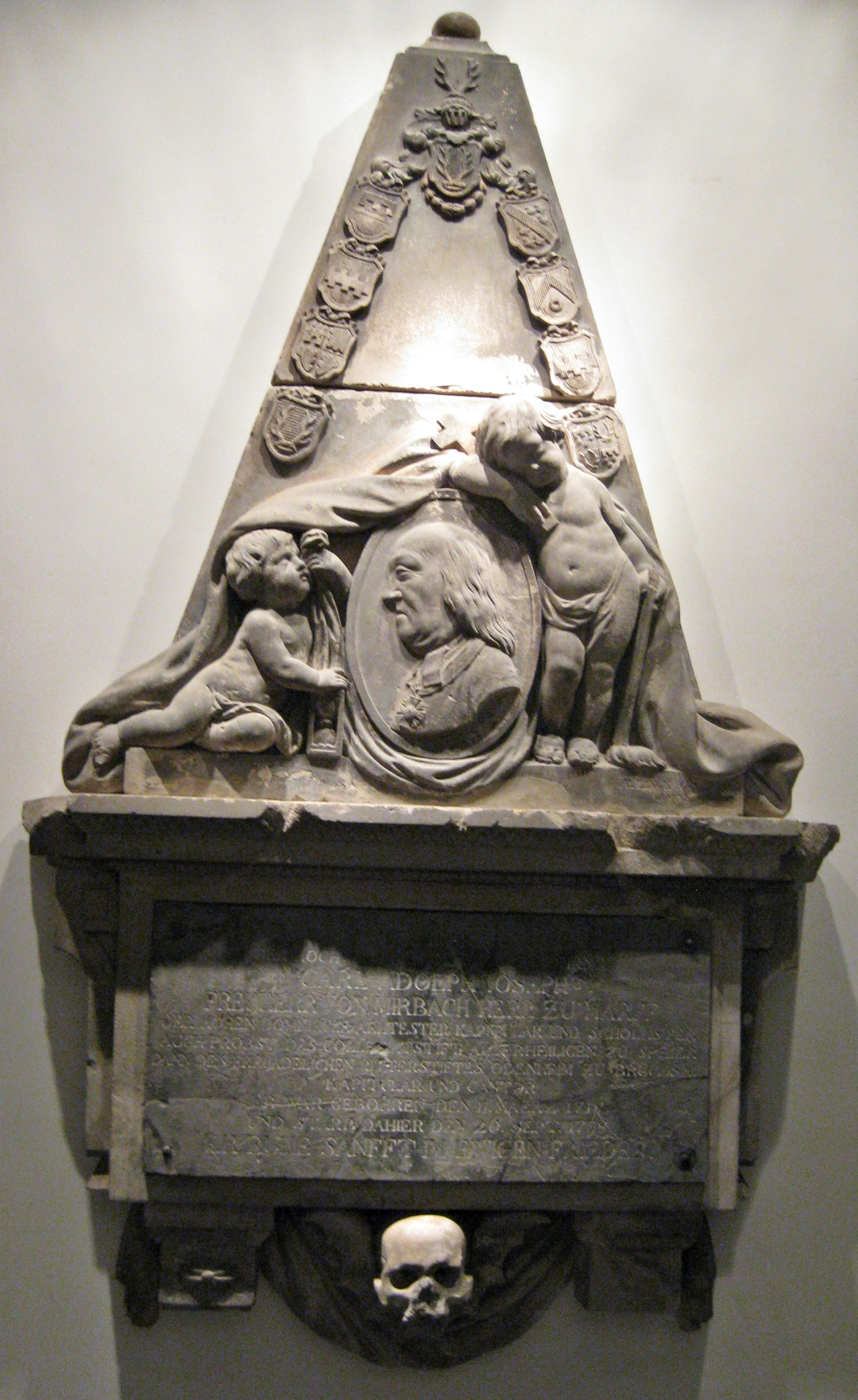
Epitaph des Domherrn in Bruchsal

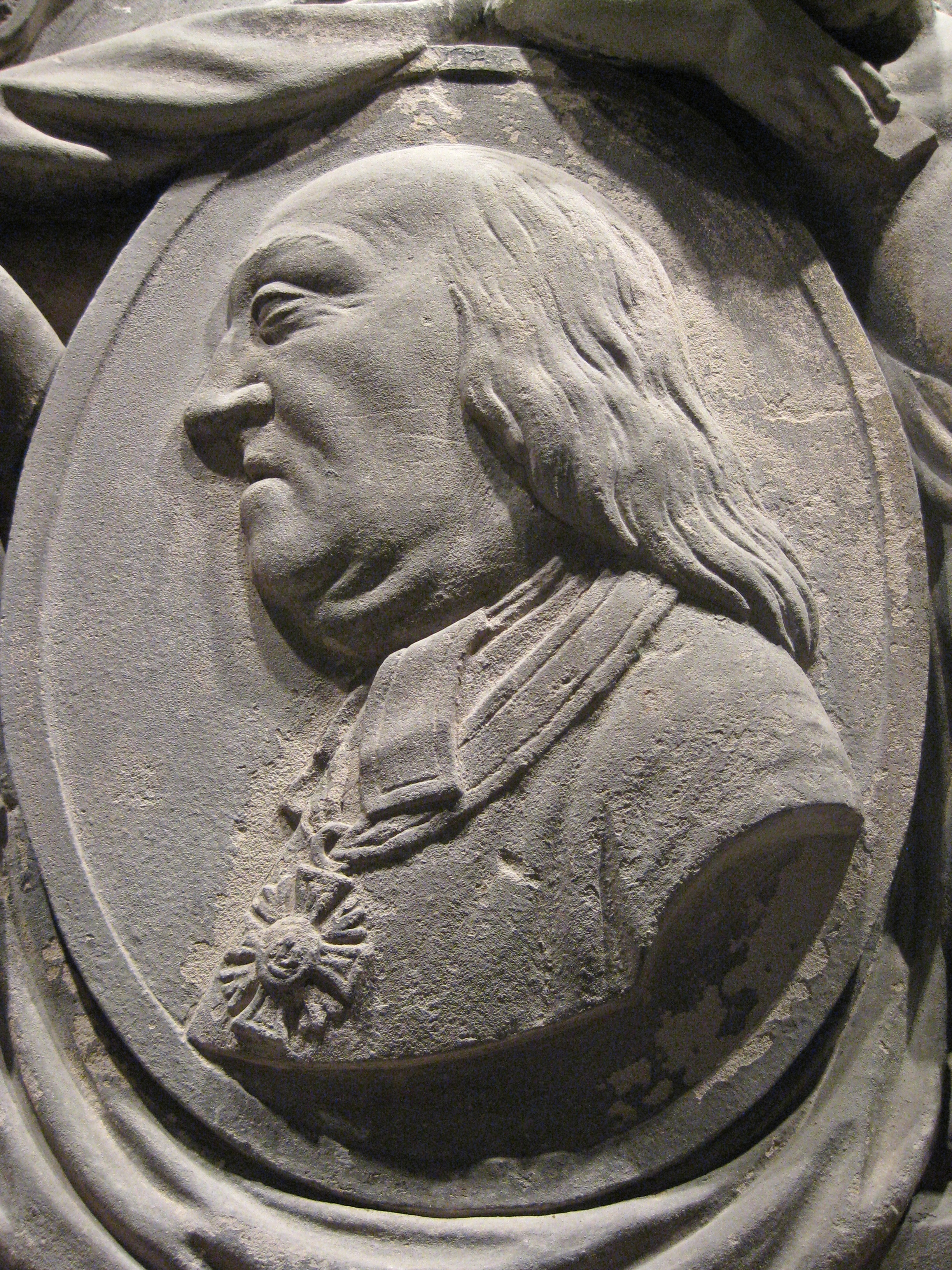
Altersporträt vom Epitaph

Der Domherr bewohnte in Speyer ein nicht mehr existentes Palais südlich des Domes, erbaut von Domdekan Hermann Lothar von Auwach († 1722), später in der Stadt allgemein als Mirbach-Haus bekannt. An seiner Stelle befindet sich heute das Zentralarchiv der Evangelischen Kirche der Pfalz; vom historischen Domherrenpalais ist jedoch das Torhaus mit Türmen erhalten, die sogenannte Auwach-Balustrade (1702).
1782 überwies Mirbach dem Deidesheimer Spital 1500 Gulden, zur Dotation einer Pflegepfründe, damit dort ein neuntes Krankenbett für Bedürftige aufgestellt werden konnte.
Unter Bischof Limburg-Stirum erfolgte, hauptsächlich in den Jahren 1773–78, eine Erneuerung des seit dem Brand von 1689 noch immer ruinösen Speyerer Domes, wobei auch eine barocke Vorhalle nach Plänen von Franz Ignaz Michael Neumann gebaut wurde. Im Rahmen dieser Erneuerungsmaßnahmen stiftete Domscholaster Karl Joseph von Mirbach 1788 für den Sakramentsaltar des Domes einen kostbaren Silber-Tabernakel mit 4 Säulen und 6 silbernen Kandelabern, ebenso eine große goldene Monstranz. Der Tabernakel trug das Mirbachsche Wappen. Während der Plünderung des Speyerer Domes durch französische Revolutionäre und ihre Helfer, im Januar 1794, gingen diese Stiftungen Mirbachs unter bzw. wurden geraubt. Bei dieser Gelegenheit verbrannten die Plünderer auch das berühmte Gnadenbild der Speyerer Madonna, welches heute im Dom durch eine neuzeitliche Holzfigur von 1930 ersetzt ist. Karl Joseph von Mirbach litt unter dem Verlust der „Patrona Spirensis“ so stark, dass er testamentarisch verfügte, der Speyerer Bildhauer Peter Anton Linck (Bruder des kurpfälzischen Hofbildhauers Franz Conrad Linck), möge auf seine Kosten eine genaue Kopie der alten Figur fertigen, die später wieder im Dom oder in einer anderen Speyerer Kirche aufgestellt werden solle. Diese Mirbach-Madonna befindet sich derzeit im Kloster St. Magdalena (Speyer), auf dem linken Seitenaltar der Konventskirche.
Nachdem Speyer zuvor schon französisch besetzt war, trat man die Stadt 1797, beim Friedensschluss von Campo Formio als Teil der linksrheinischen deutschen Gebiete an Frankreich ab, wo sie bis 1814 verblieb.
Als Karl Joseph von Mirbach 1797, nach dem Tod von Bischof Limburg-Stirum, mit anderen Domkapitularen die Landesregierung des (faktisch nur noch rechtsrheinischen) Hochstifts führte, setzte er sich nachdrücklich für die Aufhebung der Leibeigenschaft ein, was der neue Bischof Philipp Franz Wilderich Nepomuk von Walderdorf bereitwillig umsetzte.
Domscholaster Mirbach lebte zuletzt als Kanoniker im Ritterstift Odenheim zu Bruchsal und starb dort 1798, als Senior des Speyerer Domkapitels; hier hatte er ebenfalls eine wertvolle Monstranz gestiftet. Er wurde in der Stadtkirche Bruchsal beigesetzt, wo man ihm ein schönes Epitaph widmete. Die Bombardierung der Kirche 1945 hatte das Denkmal beschädigt überstanden, es wurde jedoch nicht mehr aufgestellt. Stadtpfarrer Edgar Neidinger sorgte 1999 dafür, dass das Epitaph ins nahe Vinzentiushaus überführt, restauriert und dort wieder an einem exponierten Platz aufgebaut wurde.
Mirbachs Schwester Louisa Rosa Adolphine Josepha Anna von Mirbach (1723–1790) war Kanonissin im Kölner Stift St. Maria im Kapitol und verschied dort als älteste Kapitularin, am 23. Februar 1790.
Von seiner Mutter hatte Freiherr von Mirbach 1785 den Rittersitz Neuerburg in Wassenberg geerbt, den er seinem Neffen Gerhard Johann Wilhelm Joseph von Mirbach (1739–1794) bzw. dessen Sohn Johann Wilhelm von Mirbach-Harff (1784–1849) vermachte. Der Neffe Gerhard Johann Wilhelm von Mirbach stand in kurpfälzischen Diensten. 1769 lebte er mit seiner Gattin in Speyer, später in Mannheim und auf Schloss Harff.
Ein anderer Neffe, Friedrich Ludwig Anton Joseph von Mirbach (1742–1799), wirkte ebenfalls als Geistlicher in Speyer. Gleich dem Onkel, war er dort Domkapitular und Domscholaster, sowie Kapitular am Ritterstift Odenheim zu Bruchsal. Von ihm wird berichtet, dass er 1779, beim Guss der größten Speyerer Domglocke, händweise silberne Kronentaler in die Glockenspeise geworfen habe.